# Psammechinus microtuberculatus
Psammechinus microtuberculatus (Blainville, 1825) è un riccio di mare della famiglia Parechinidae.

## Distribuzione e habitat
Reperibile nel Mar Mediterraneo, Oceano Atlantico orientale (Azzorre, Portogallo, Canarie, Capo Verde) da pochi metri fino a circa 100 di profondità nelle praterie di Posidonia oceanica o su fondali detritici o coralligeni.